# 城直夫
城直夫（日语：／ Jō Michiru，也有译作「城满留」，1957年11月18日—），日本歌手，电视艺人。出生于日本广岛县安艺郡音户町（现属于广岛县吴市）。本名城谷晃太郎，所属公司为合田音乐事务所。
1972年（昭和47年），正在读初中三年级的他，参加日本电视台选秀节目《明星诞生!》，但在广岛县初选中落败。次年，也就是1973年，他获得了第七届《明星诞生!》冠军。 他不顾父亲的强烈反对出道，在艺能事务所社长长良纯家住了一年。 同年，东芝EMI让他以歌曲《骑着海豚的少年》（イルカにのった少年）作为歌手出道。长良纯根据自己正在看的一部电影中出现的一个男孩在沉船船头骑着海豚的形象，决定了这首作为出道歌曲的名字。
1974年（昭和49年），出道歌曲《骑着海豚的少年》爆红，唱片卖出50万张，城直夫获得了第16届日本唱片大奖新人奖。凭借着娃娃脸、纤细的长相和唱歌实力成为新一代的顶级偶像歌手，与同时代的相崎進也、豊川誕合称为「新新御三家」。
1975年（昭和50年），在沖繩國際海洋博覽會上代表日本演唱。
在发行了10张单曲唱片之后，城直夫在20岁时暂停演艺生涯。他的歌唱生涯只在他上高中堀越高等学校时维持了三年。虽然他进入了驹泽大学，但最终还是退学了。
由于在他出道时遭到了父亲的强烈反对，在承诺出道三年后隐退、上大学以及回家继承家业后才允许进入演艺事业。遵照约定，城直夫于1979年回到家中，1981年开始继承并长期经营家里的电器店。
他在作为偶像歌手人气最旺盛的时候，与伊藤咲子一起参加歌唱节目，并与她相恋。他和伊藤咲子从1975年开始交往了4年，在城直夫隐退后继续交往了一段时间。
1986年，发掘他的长良纯邀请城直夫吃饭，并劝他复出。在经过慎重的思考后，城直夫决定重返娱乐圈。重新出道后，他以电视艺人的身份扩大了自己的活动范围，参加了一系列综艺节目，比如《幸福家族计划》、《怀旧歌谣》等。
在20岁出头，城直夫与普通女性结婚，在长男出生后离婚。1991年，他与广岛的记者山本惠子（山本けいこ）（又名山本敬子、白谷惠子）再婚，他们有了第一个女儿。之后夫妻俩一起出现在某电视台的综艺节目中。
2019年（令和元年）9月27日，在出道44年后，他发行了自己的第一张原创专辑《LOVE THE LIF》，专辑中收录了16首歌曲，包括他的出道歌曲《骑着海豚的少年》（令和版）以及可以称为专辑主题三部曲的原创歌曲「母よ」「父へ」「娘よ」，还有翻唱的儿童歌曲和流行歌曲。
同年，他在第51回《怀旧歌谣》节目中，再次演唱了出道曲《骑着海豚的少年》。
在日本长寿动画樱桃小丸子中，小丸子的同学，作为常设角色之一的山根强是城直夫的疯狂粉丝。而城直夫本人也作为卡通形象在《樱桃小丸子》中演唱了成名作《骑着海豚的少年》。